# Creatonotos pallida
Creatonotos pallida là một loài bướm đêm thuộc phân họ Arctiinae, họ Erebidae.